# Skargas Predigt

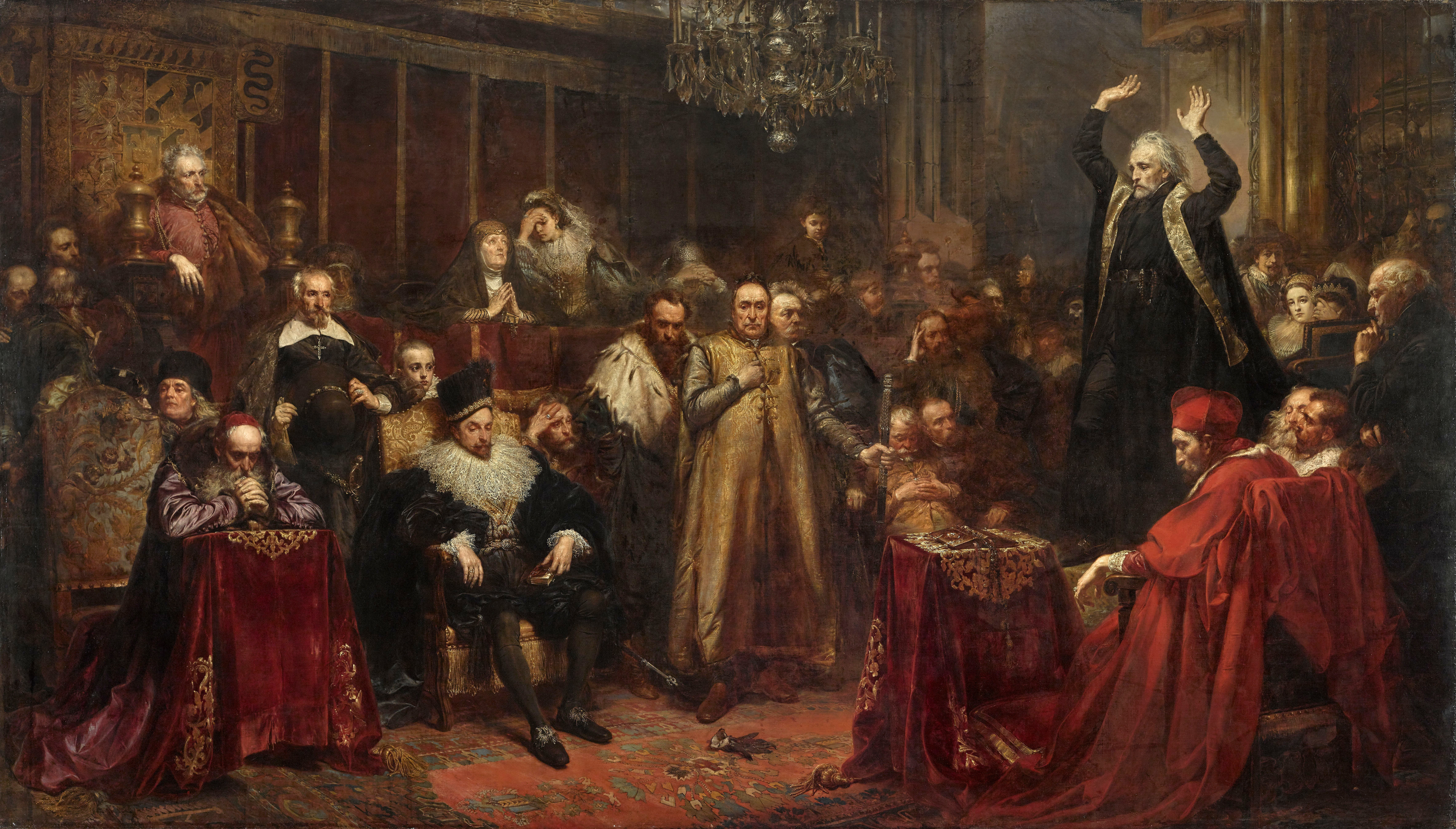
Jan Matejko, Skargas Predigt, 1864, Öl auf Leinwand, 224 × 397 cm, Nationalmuseum Warschau

Skargas Predigt (polnisch Kazanie Skargi), auch Die Predigt des Skarga, ist ein Ölgemälde des polnischen Historienmalers Jan Matejko aus dem Jahr 1864. Es befindet sich in der Sammlung des Nationalmuseums Warschau und zeigt eine politische Rede des Jesuitenpaters Piotr Skarga (1536–1612), der eine der führenden Persönlichkeiten der Gegenreformation in Polen war. Skargas Predigt gehört zu den bekanntesten Werken Matejkos.

## Geschichte
Matejko malte das Bild unter dem Eindruck des gescheiterten Januaraufstands. Er beendete es im Mai 1864. Es war das erste große Gemälde des Künstlers und wurde erstmals in der Galerie der Gesellschaft der Freunde der Schönen Künste in Krakau gezeigt. Kurz danach erwarb Graf Maurycy Potocki das Werk für 10.000 Österreichische Gulden.

## Beschreibung und Deutung
Das Gemälde zeigt eine Szene im Polen des frühen 17. Jahrhunderts. Das Land war zu jener Zeit in den Händen von einflussreichen Magnatfamilien und den gewählten Königen des Hauses Wasa. Durch die Eigeninteressen des Adels war das Land nahezu unregierbar geworden. Mahnende Rufe nach Reformen von einzelnen Persönlichkeiten wurden kaum wahrgenommen. Darunter war auch Skarga. Matejkos Bild machte die Legende von Piotr Skarga populär und verhalf dem Jesuitenpater zu bleibendem Ruhm. Obwohl Matejkos Werk zum Genre der Historienmalerei gehört, setzte er in diesem Gemälde weniger auf historische Genauigkeit als auf die Botschaft des Bildes; deshalb erkennt man im Bild historische Persönlichkeiten, die nicht in dieser Szene anwesend gewesen sein können.
Das Bild zeigt Piotr Skarga, wie er im Chor der Wawel-Kathedrale predigt. Man erkennt ihn oben rechts in Schwarz gekleidet und mit erhobenen Händen. Sein Gesicht ist das des Malers in fortgeschrittenem Alter. Einige Quellen behaupten hingegen, dass Michał Szweycer als Skarga posiert habe. Skarga ist die einzige Person, die sich in Bewegung befindet, alle anderen sitzen oder stehen regungslos. Der Titel des Bildes suggeriert, dass Skargas Kritik an der polnischen Regierung eine Rede war. Das ist allerdings eher unwahrscheinlich, da der Jesuit sich meistens schriftlich äußerte und nicht in der Form der Rede.

Mehrere historische Figuren, die der Rede lauschen, reagieren darauf mit ihrer Körperhaltung und Mimik und lassen erkennen, wie Matejko ihre historische Rolle sah. Im Zentrum stehen die Magnaten Janusz Radziwiłł (in goldener Robe), Stanisław Stadnicki und Mikołaj Zebrzydowski unbeeindruckt zusammen. Rechts von ihnen scheinen Jerzy Mniszech, Jan Piotr Sapieha und Janusz Zbaraski zuzuhören, doch ein älterer Adliger scheint zu dösen und erinnert daran, dass auch die Angehörigen des Landadels (Szlachta) nur wenig Interesse an Skargas Rede hatten. Links von diesen Drei sitzt König Sigismund III. Wasa und scheint ebenfalls nur wenig Interesse an dem zu haben, was Skarga erzählt. Seine schwedische Kleidung zeigt den Unwillen, sich mit den Themen des Landes zu befassen. Er sah sich immer mehr als Schweden denn als Polen und wäre lieber König von Schweden geworden. Sigismund wird von Matejko als zweite wichtige Persönlichkeit neben Skarga in das Bild gerückt: Er wird von Licht angestrahlt, bleibt aber unbeweglich. Sigismunds Sohn, der Prinz und zukünftige König Władysław IV. Wasa, steht leicht erhöht links neben dem König. Zu seiner Rechten erkennt man die Königin Anna Jagiellonica und Elżbieta Ostrogska. Auf dem Boden vor dem König liegt ein Handschuh – ein Zeichen für den aufkommenden Bürgerkrieg.
Oben links lauscht der polnische Kanzler Jan Zamoyski. Der ehrgeizige und erfolgreiche Politiker und Offizier scheint die Bedeutung von Skargas Worten zu verstehen, doch er wirkt müde und alt. Zwischen dem Kronprinzen und dem Kanzler erkennt man Mikołaj Wolski. Unterhalb des Kanzlers betet Erzbischof Stanisław Karnkowski in purpervioletter Robe. Zwischen den beiden steht der unierte Metropolit Hipacy Pociej ohne sichtbare Regung.
Der Nuntius Germanicus Malaspina, Bischof von San Severo, sitzt unten rechts unter Skarga. Kardinal Enrico Caetani (in Rot) sitzt ebenfalls unterhalb von Skarga, dahinter stehen gelangweilt und distanziert spanische und österreichische Gesandte.

### Rezeption
Am 5. November 1864 wurde Matejko in Anerkennung seiner Verdienste für die Darstellung historischer Themen zum Mitglied der Wissenschaftlichen Gesellschaft Krakau (Towarzystwo Naukowe Krakowskie) gewählt. Skargas Predigt gehört zu den bekanntesten Gemälden Matejkos in Polen und in Europa. 1865 erhielt das Gemälde die Goldmedaille des Pariser Salons. Pariser Kritiker würdigten das Werk des 26-jährigen Matejko und verglichen es mit Werken von Paul Delaroche und Louis Gallait, einige bezweifelten das Thema der polnischen Geschichte und manche argumentierten, dass es zu dunkel sei.
Das Gemälde wurde verglichen mit Hendrik Leys’ Wiederherstellung des katholischen Ritus in der Liebfrauenkirche in Antwerpen im Jahr 1566, weil Komposition und Thema ähnlich sind.